# What is Love? (Howard Jones)
What is Love? är en sång av Howard Jones, utgiven som singel den 26 november 1983. "What is Love?" återfinns på Jones debutalbum Human's Lib, utgivet den 9 mars 1984. Singeln nådde andra plats på UK Singles Chart.
Musikvideon filmades i Paris.